# Jorge Llanos
Jorge Llanos ist ein argentinischer Poolbillardspieler.

## Karriere
Im Juli 2001 gelang Jorge Llanos bei der 9-Ball-Weltmeisterschaft der Einzug in die Finalrunde, in der er in der Runde der letzten 64 gegen den Engländer Kevin Smith ausschied. Nachdem er 2002 als Gruppenletzter in der Vorrunde ausgeschieden war, erreichte er bei den 9-Ball-Weltmeisterschaften 2003 und 2004 die Runde der letzten 64. 2003 wurde Llanos durch einen Finalsieg gegen den Arubaner Ditto Acosta Panamerikameister im 9-Ball. Im September 2006 gelang ihm bei den Netherlands Open erstmals der Einzug in die Finalrunde eines Euro-Tour-Turniers. Er schied jedoch in der Runde der letzten 32 gegen den Österreicher Dejan Dabovic aus. Im Dezember 2010 erreichte er das Sechzehntelfinale der Costa Blanca Open und unterlag dort dem Engländer Raj Hundal. Bei der Panamerikameisterschaft 2012 gewann Llanos das Finale im 8-Ball gegen seinen Landsmann Ariel Casto. Bei der Panamerikameisterschaft 2015 erreichte er im 8-Ball das Finale und unterlag dort dem Mexikaner Ignacio Chávez. 2016 wurde er durch einen Finalsieg gegen Frailin Guanipa zum zweiten Mal Panamerikameister im 9-Ball.

## Erfolge
| 9-Ball-Panamerikameister: | 2003, 2016 |
| 8-Ball-Panamerikameister: | 2012       |